# Trận Diamond Rock
Trận Diamond Rock diễn ra từ ngày 31 tháng 5 đến ngày 2 tháng 6 năm 1805 là một phần trong Chiến tranh Napoléon, khi một đội quân Pháp-Tây Ban Nha được phái đi dưới sự chỉ huy của Đại úy Julien Cosmao để chiếm lại Diamond Rock, tại lối vào vịnh dẫn đến Fort-de-France từ tay quân Anh.
Trước đó người Pháp ở Martinique đã không thể đánh bật quân phòng thủ ra khỏi đảo đá quan trọng về mặt chiến lược, nơi cho phép quân đồn trú của Anh kiểm soát việc tiếp cận Vịnh Fort-de-France, bắn vào những con tàu cố gắng tiến vào đó bằng pháo bố trí trên vách đá. Sự xuất hiện của một hạm đội lớn Pháp-Tây Ban Nha vào tháng 5 đã thay đổi tình hình. Quân Anh do thiếu cả nước và đạn dược, cuối cùng đã thương lượng về việc giao lại đảo đá sau nhiều ngày giao tranh.

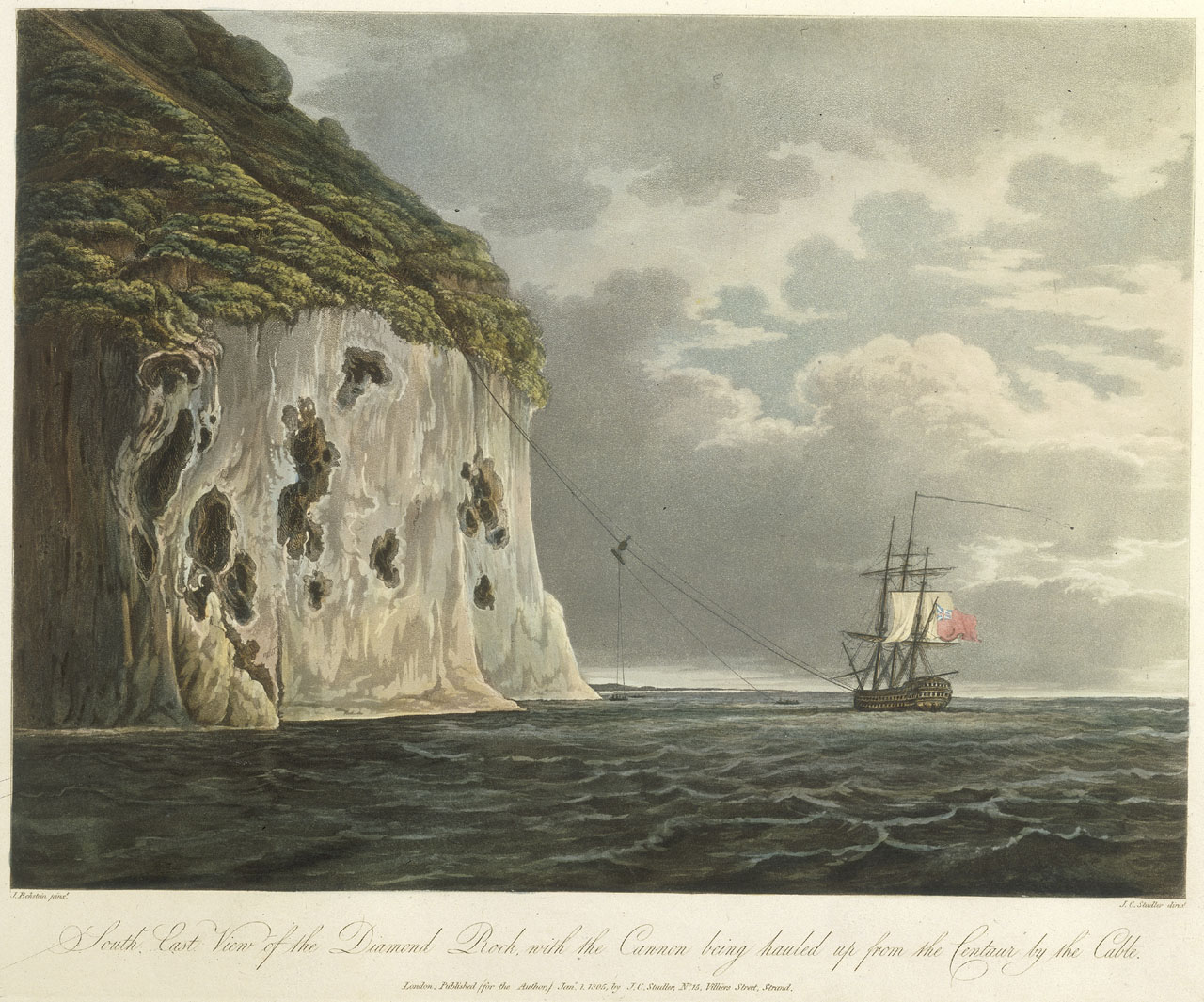
Một khẩu pháo được kéo lên đỉnh tảng đá được treo bằng một sợi cáp buộc vào cột buồm

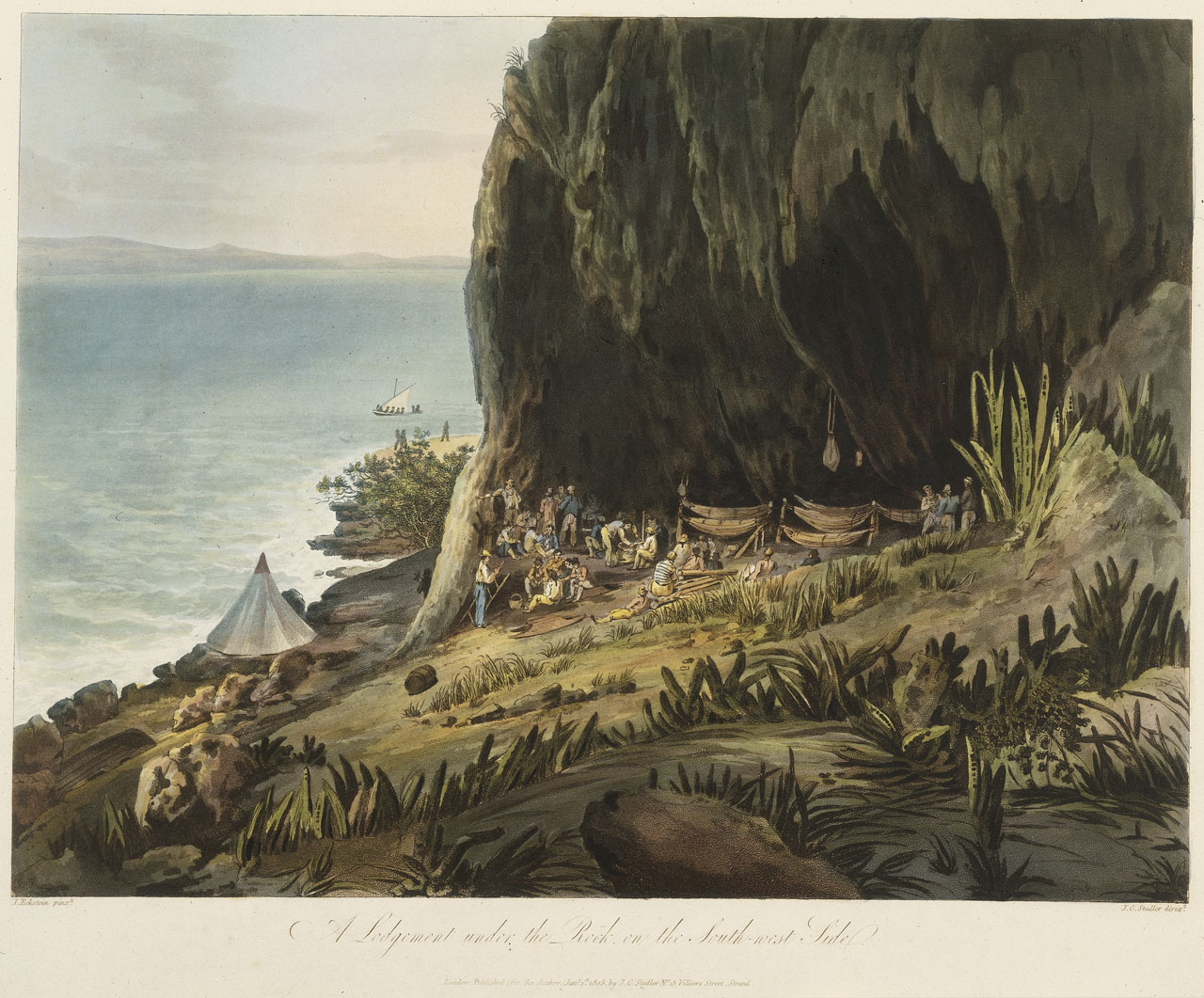
Khung cảnh đẹp như tranh vẽ của Diamond Rock...

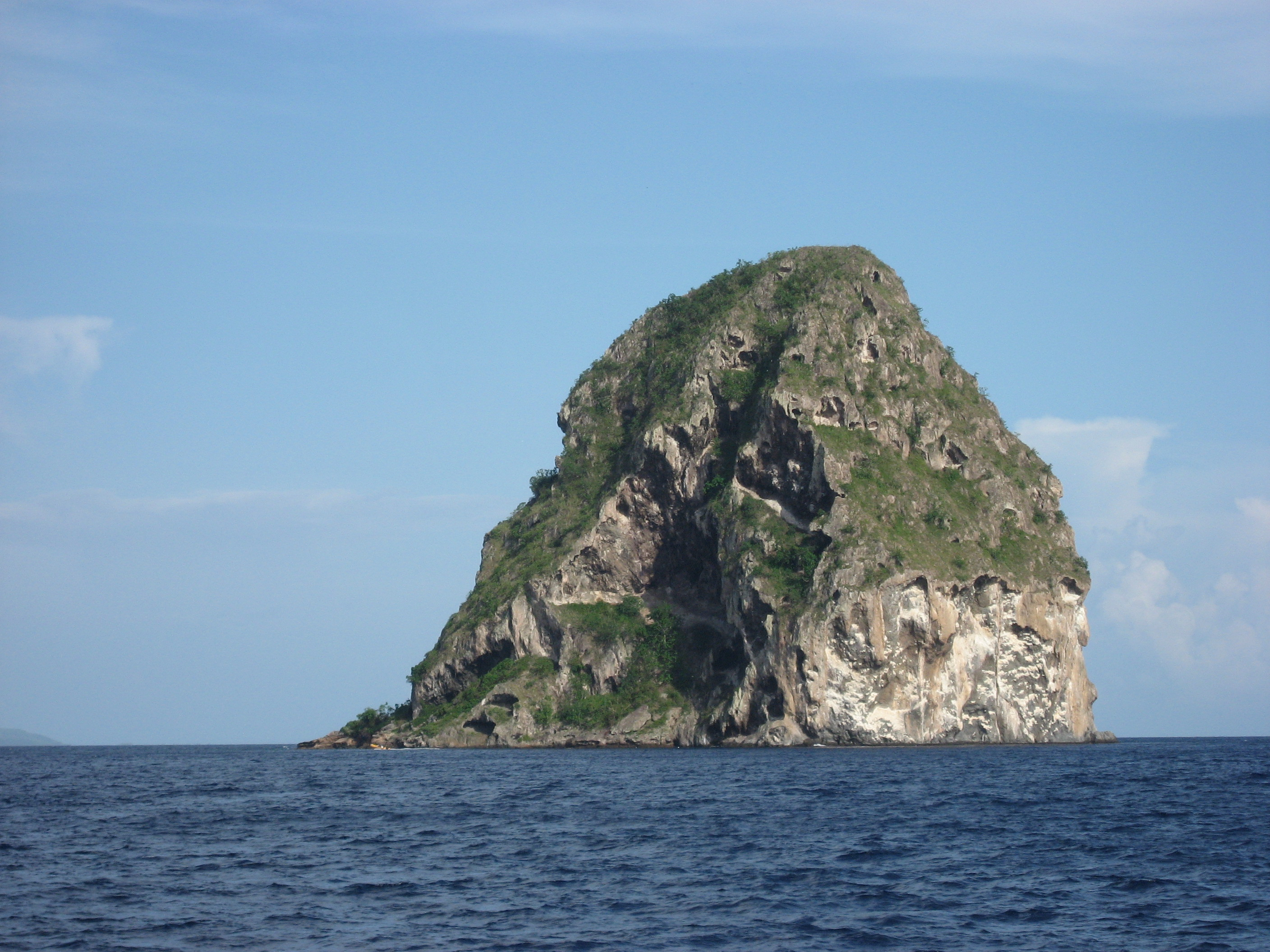
Diamond Rock năm 2007